# 鳥取県道199号上浅津田後線
鳥取県道199号上浅津田後線（とっとりけんどう199ごう かみあそづたじりせん）は、鳥取県東伯郡湯梨浜町を通る一般県道である。

## 概要
東伯郡湯梨浜町大字はわい温泉から東伯郡湯梨浜町大字田後に至る。
東郷池湖岸にあるはわい温泉に通じる本県道は、ヤシ科のトウジュロが500本以上植えられており、シュロ並木の道路として読売新聞社選定の「新・日本街路樹100景」（1994年）のひとつに選定されている。

### 路線データ
- 起点：鳥取県東伯郡湯梨浜町大字はわい温泉
- 終点：鳥取県東伯郡湯梨浜町大字田後（はわい温泉入口交差点、国道179号交点）

## 路線状況

### 重複区間
- 鳥取県道248号長江羽合線（東伯郡湯梨浜町はわい長瀬）

## 地理

### 通過する自治体
- 鳥取県
  - 東伯郡湯梨浜町

### 交差する道路
| 交差する道路                                               | 交差する場所   | 交差する場所                |
| ---------------------------------------------------------- | -------------- | --------------------------- |
| 鳥取県道185号東郷湖線 鳥取県道501号倉吉東郷自転車道線 重複 | 大字はわい温泉 |                             |
| 鳥取県道248号長江羽合線 重複区間起点                       | はわい長瀬     |                             |
| 鳥取県道248号長江羽合線 重複区間終点                       | はわい長瀬     |                             |
| 国道179号 鳥取県道320号羽合東伯線 重複                     | 大字田後       | はわい温泉入口交差点 / 終点 |

### 沿線
- 東郷湖
- はわい温泉
- 湯梨浜町立羽合小学校